# Dzikowo Iławeckie
Dzikowo Iławeckie (deutsch Wildenhoff, früher Wildenhof) ist ein Ort in der polnischen Woiwodschaft Ermland-Masuren. Er gehört zur Landgemeinde Górowo Iławeckie (Landsberg) im Powiat Bartoszycki (Kreis Bartenstein), bis 1945 zum Kreis Preußisch Eylau in Ostpreußen.

## Geographische Lage

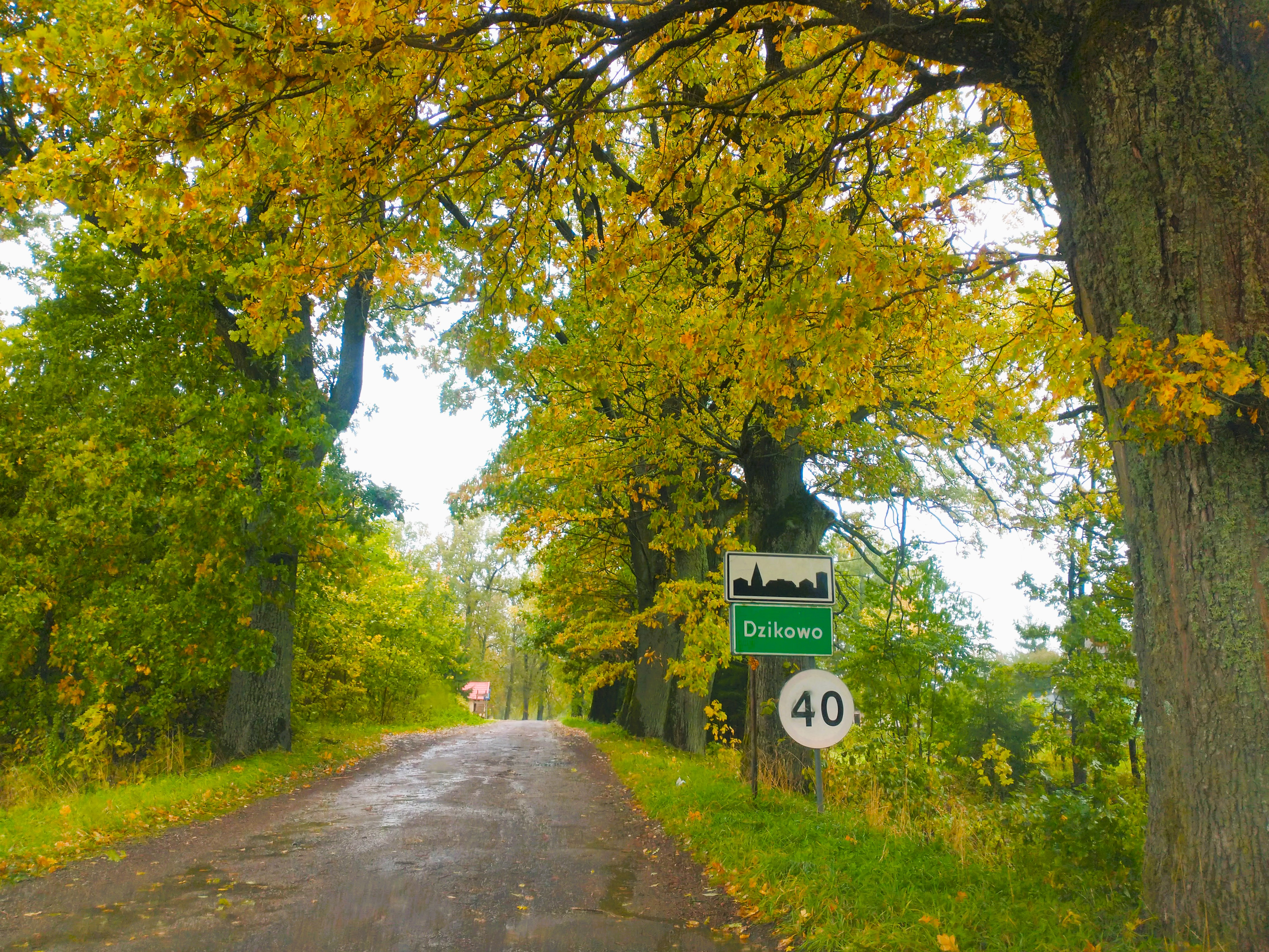
Ortseinfahrt

Die Ortschaft liegt im historischen Ostpreußen, mitten im Stablack (polnisch Wzniesienia Górowskie), etwa 17 Kilometer südwestlich der früheren und heute auf russischem Staatsgebiet gelegenen Kreisstadt Preußisch Eylau (russisch Bagrationowsk), 28 Kilometer nordwestlich der Stadt Bartoszyce (deutsch Bartenstein) und neun Kilometer nordwestlich der Stadt Górowo Iławeckie (Landsberg in Ostpreußen).
Nördlich des Ortes liegt der frühere Goida-Wald mit dem 216 Meter hohen Schlossberg (polnisch Góra Zamkowa). An seinen Südhängen entspringt das Flüsschen Walsch (Wałsza).

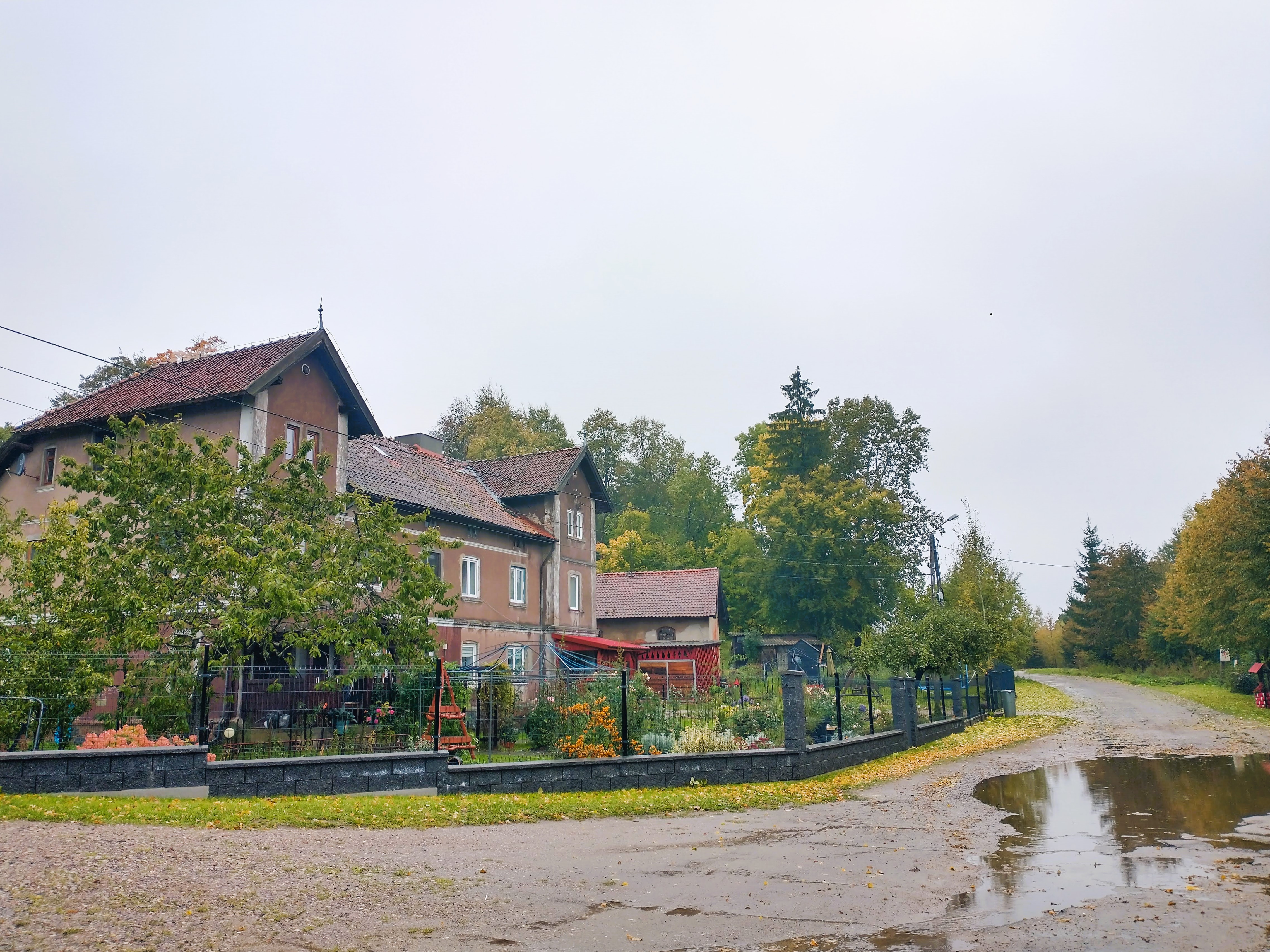
Dorfstraße in Wildenhoff

## Geschichte

### Ortsgeschichte
Als Ampunden vor 1414 gegründet erlitt das dann Ampungen genannte Dorf 1414 beim Poleneinfall eine fast vollständige Zerstörung. Kaum wieder erholt wurde der Ort im „Ständekrieg“ 1454–1466 erneut in Mitleidenschaft gezogen. Um 1475 bekam der frühere Söldnerführer Paul Pregel Ampungen verliehen. Er besaß bereits Groß Peisten (polnisch Piasty Wielkie) und erwarb auch die Orte Canditten (Kandyty), Papperten (Paprocina), Hanshagen (Janikowo), Grauschienen (Gruszyny) und die Mühle zu Landsberg (Górowo Iławeckie).
Im Jahre 1535 belehnte Herzog Albrecht den früheren Ordensritter Friedrich Freiherr Truchseß von Waldburg mit Ampongen, Canditten und der Stadt Landsberg einschließlich Mühle. Er richtete sich hier seinen Wohnsitz ein und errichtete wohl auch das erste Gutshaus. Die dann gegebene Ortsbezeichnung „Wildenhof“ deutet auf die Lage in der Stablack-Wildnis hin. Unter den Waldburgs vergrößerte sich der Besitz entscheidend, so dass er der damals größte Familienbesitz im späteren Kreis Preußisch Eylau war.
Die Witwe des letzten Waldburgers heiratete 1656 den Witwer Otto Freiherr von Schwerin. Als bereits bewährter Minister und auch Gutsherr großer Besitzungen in Brandenburg kümmerte er sich um Wildenhoff, dessen Begüterung ihm 1668 vom Großen Kurfürsten verschrieben wurde. Damit begann die „Ära Schwerin“ in Wildenhoff, die bis 1945, also fast 300 Jahre andauerte.

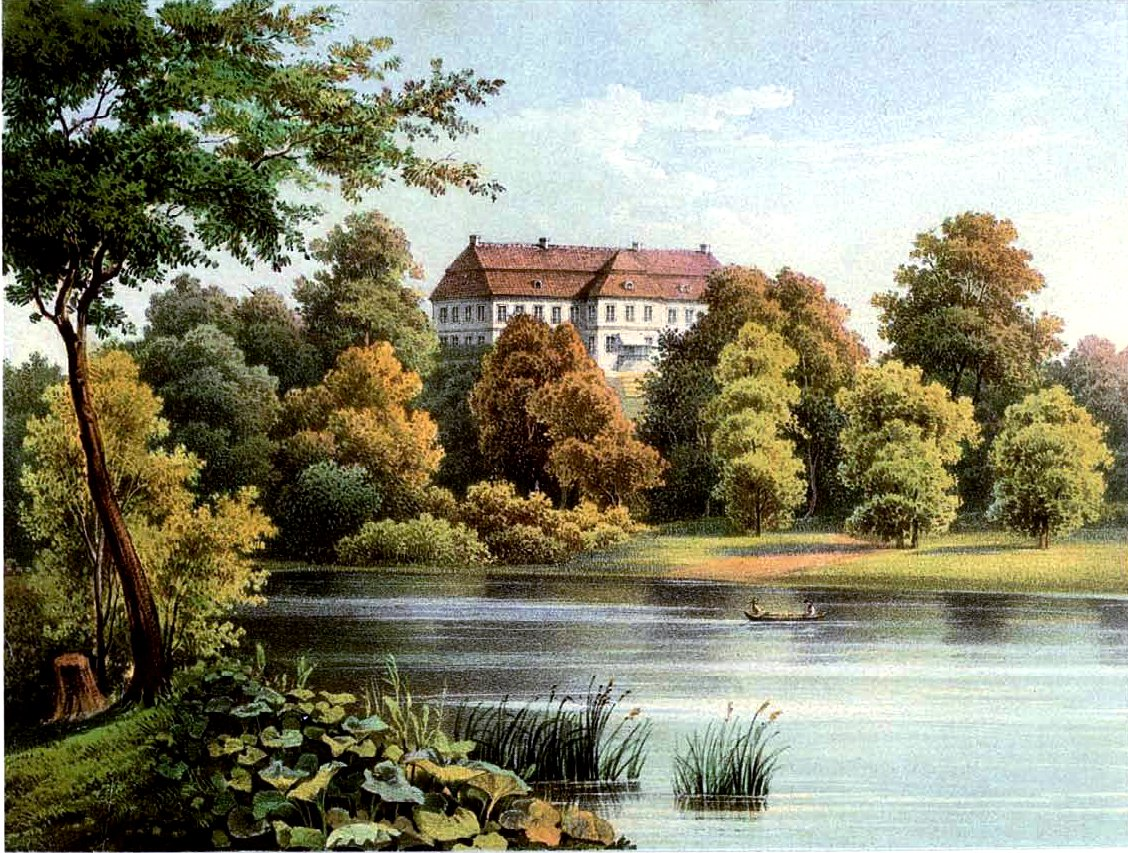
Schloss Wildenhoff (Sammlung Duncker)

Nach dem Topde des Vaters nahm sein namensgleicher Sohn Otto Graf von Schwerin die Begüterung Wildenhoff. Als Diplomat wurde er 1700 vom Kaiser in den Reichsgrafenstand erhoben. Sein Sohn Friedrich Wilhelm Graf von Schwerin erbte 1705 die Begüterung und erbaute zwischen 1705 und 1727 das Schloss Wildenhoff – ein stattlicher zweigeschossiger Barockbau von Jean de Bodt – in wundervoller Lage an Park und See. 1785 hatte das „adlige Gut (ohne Vorwerk) mit gräflichem Schlosse“ sechs Feuerstellen, 1820 waren es neun Feuerstellen bei 84 Einwohnern. Die meisten Dörfer wurden 1820 freie Bauerndörfer, die ihr Land durch einen jährlichen Zins ablösten. Die Vorwerke blieben bei der Begüterung, die damit immer noch sehr groß war. 1831 hatte Wildenhoff selbst mit gemischtem Boden 815 Morgen Land. Hier lebten vier Handwerker, neun Instleute und 142 Einwohner.
Am 7. Mai 1874 wurde Wildenhoff Amtsdorf und damit namengebend für einen Amtsbezirk im ostpreußischen Kreis Preußisch Eylau, Regierungsbezirk Königsberg. Das Gutsdorf Wildenhoff zählte im Jahre 1910 572 Einwohner.
Im Ersten Weltkrieg blieb Wildenhoff von russischen Truppen verschont. Als der seinerzeitige Gutsbesitzer Otto Graf von Schwerin 1918 aus dem Krieg heimkehrte, gründete er mit staatlicher Hilfe eine Siedlungsgesellschaft. Als Siedlungsunternehmer machte sich der Graf einen Namen und schuf bis in die 1930er Jahre eine große Anzahl neuer Siedlungsdörfer in Ostpreußen.
Am 1. April 1927 hatte das Rittergut Wildenhoff eine Flächengröße von 2771 ha, 44 ar und 90 m², und am 16. Juni 1925 hatte der Gutsbezirk 613 Einwohner.
Durch den Zusammenschluss des Gutsbezirks Heinrichsbruch mit dem Gutsbezirk Wildenhoff und dem zum Gutsbezirk Gallingen (polnisch Galiny), Amtsbezirk Rositten (russisch Bogatowo), gehörenden Steinbruch (Biała Leśniczówka) entstand die neue Landgemeinde Wildenhoff mit insgesamt zehn Ortsteilen. Ihre Einwohnerzahl belief sich 1933 auf 367 und 1939 auf 334.
Im Jahre 1945 war das Gut Wildenhoff 2050 Hektar groß, davon 975 Hektar Acker nebst Wiesen und Weiden sowie 1075 Hektar Wald, Seen und Bruchland. Zur Gutswirtschaft gehörten etwa 150 Pferde, 750 Rinder, 1000 Schafe und 600 Schweine. Zwei Förstereien, zwei Ziegeleien und ein Sägewerk gehörten zum Gut, das auch Fischwirtschaft und Torffabrikation betrieb.
Wildenhoff lag im Februar 1945 im Frontgebiet. Das Schloss war zuletzt noch Wehrmachtslazarett. Es ist durch Kriegseinwirkungen vollständig zerstört worden. Der letzte Gutsbesitzer Otto Graf von Schwerin starb im Januar 1945 bei der Heimatverteidigung. Seiner Familie gelang die Flucht und ein Neuanfang im Rheinland.
Im Jahr 1945 gehörte Wildenhoff zum Kreis Preußisch Eylau im Regierungsbezirk Königsberg der Provinz Ostpreußen
im Deutschen Reich.
Gegen Ende des Zweiten Weltkriegs besetzte im Frühjahr 1945 die Rote Armee die Region. Bald danach wurde Wildenhoff von der Sowjetunion der Volksrepublik Polen zur Verwaltung überlassen. In der Folgezeit wurde die einheimische Bevölkerung von der polnischen Administration aus Wildenhoff vertrieben.
Wildenhoff liegt jetzt in der polnischen Woiwodschaft Ermland-Masuren (1975 bis 1998: Woiwodschaft Allenstein), sieben Kilometer südlich der Grenze zum nördlichen Teil Ostpreußens, jetzt der russischen Oblast Kaliningrad (Gebiet Lönigsberg (Preußen)). Die polnische Namensform von Wildenhoff lautet „Dzikowo Iławeckie“. Hier hat sich ein polnisches Staatsgut angesiedelt.

### Demographie
| Jahr | Einwohner | Anmerkungen |
| ---- | --------- | --- |
| 1782 | –         | adliges Gut mit einem gräflichen Schloss und sechs Feuerstellen (Haushaltungen), eingepfarrt zu Kanditten, im Besitz des Reichsgrafen und Erb-Kämmerers von Schwerin befindlich |
| 1816 | 84        | vormals Ampunden, Gut, adlige Besitzung |
| 1831 | 142       | Hauptgut, mit 814,9 Morgen Land, vier Handwerkern und neun Instleuten |
| 1852 | 151       | Gut |
| 1858 | 162       | Rittergut, davon 160 Evangelische und zwei Katholiken, in zehn Wohngebäuden |
| 1864 | 446       | am 3. Dezember, Gutsbezirk |
| 1871 | 450       | Gut |
| 1910 | 572       | Rittergut und Sitz eines Amtsbezirks, mit einer Brikettfabrik, einer Ziegelei, einem Sägewerk und einer Mühle                                                                   |
| 1925 | 613       | am 16. Juni 1925 |
| 1933 | 367       | [ 16 ] |
| 1939 | 334       | [ 17 ] [ 16 ] |

### Schloss Wildenhoff
Das zwischen 1705 und 1727 erbaute Schloss war ein Barockbau von Jean de Bodt, gelegen in einer Park- und Seenlandschaft. In den Kriegshandlungen 1945 wurde es vollständig zerstört.

### Amtsbezirk Wildenhoff
Zwischen 1874 und 1945 war Wildenhoff Sitz eines Amtsbezirks im Kreis Preußisch Eylau. Zugehörig waren anfangs elf, zuletzt nur noch sieben Orte:
| Deutscher Name                     | Polnischer Name   | Anmerkungen                                                                        |
| ---------------------------------- | ----------------- | ---------------------------------------------------------------------------------- |
| Augam                              | Augamy            |                                                                                    |
| Canditten 1871 bis 1928: Kanditten | Kandyty           |                                                                                    |
| Gallingen                          | Galiny            | 1881 in den Amtsbezirk Rositten umgegliedert                                       |
| Liebnicken                         | Lipniki           | nach Sangnitten eingemeindet                                                       |
| Parösken                           | Pareżki           |                                                                                    |
| Paustern                           | Paustry           | 1928 in die Stadt Landsberg eingegliedert                                          |
| Quehnen                            | Kiwajny           |                                                                                    |
| Rimlack                            | Rymławki          | 1928 nach Quehnen eingemeindet                                                     |
| Sangnitten                         | Sągnity           |                                                                                    |
| Wildenhoff                         | Dzikowo Iławeckie |                                                                                    |
| Wormen                             | Wormie            | 1928 nach Worschienen eingemeindet                                                 |
| Worschienen                        | Worszyny          |                                                                                    |
| 1906 bis 1928: Heinrichsbruch      | Szklarnia         | bis 1906 zum Amtsbezirk Gallehnen zugehörig, und 1928 nach Wildenhoff eingemeindet |

## Religion
Bis 1945 war Wildenhoff mit seiner fast ausnahmslos evangelischen Bevölkerung in das Kirchspiel Guttenfeld (polnisch Dobrzynka) eingepfarrt. Sie gehörte zum Superintendenturbezirk Landsberg im Kirchenkreis Preußisch Eylau in der Kirchenprovinz Ostpreußen der Kirche der Altpreußischen Union.
Seit der Vertreibung der einheimischen Bevölkerung nach 1945 ist der Ort mit seiner nun mehrheitlich römisch-katholischen Einwohnerschaft der Pfarrei Kandyty (Canditten) im Dekanat Górowo Iławeckie (Landsberg in Ostpreußen) im Erzbistum Ermland zugeordnet.

## Verkehr

### Straße
Dzikowo Iławeckie liegt an einer befestigten Straße, die zwischen Górowo Iławeckie (Landsberg) und Kandyty (Canditten) von der Chaussee Górowo Iławeckie–Lelkowo (Lichtenfeld) in nördlicher Richtung zur polnisch-russischen Grenze abzweigt. Über Lelkowo ist Dzikowo Iławeckie mit der Woiwodschaftsstraße 510 (ehemalige deutsche Reichsstraße 126), über Górowo Iławeckie mit den Woiwodschaftsstraßen 511 (frühere Reichsstraße 134) und 512 verbunden.

### Schiene

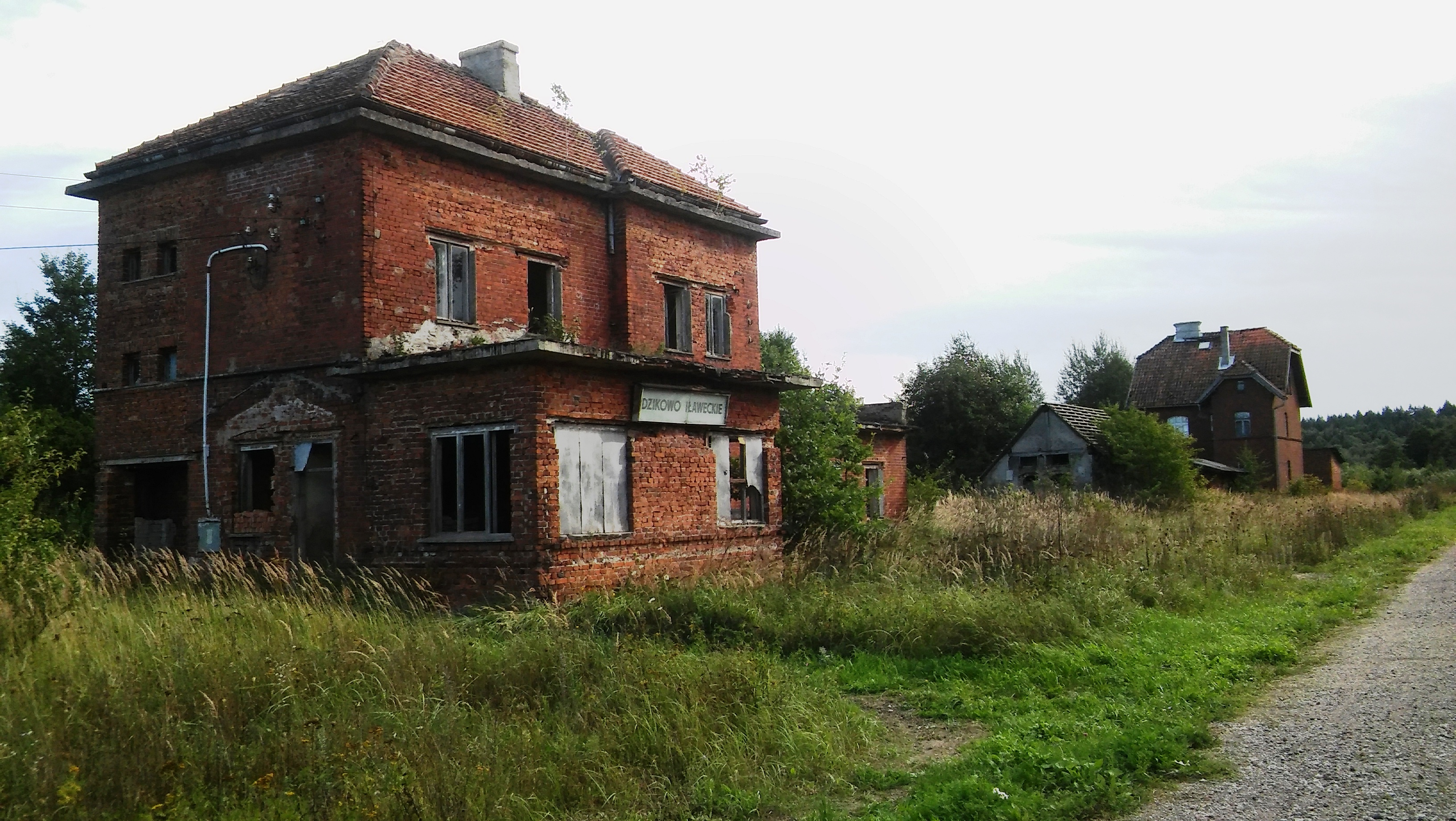
Ruine des ehemaligen Bahnhofsgebäudes (2017)

In Wildenhoff wurde am 15. August 1898 ein Bahnhofsgebäude in Dienst genommen. Es war das Stationsgebäude an der neuen Bahnstrecke Königsberg–Zinten–Landsberg–Heilsberg–Rothfließ, die bis 1944 ohne Unterbrechung befahren wurde. Beim Bahnhof handelte es sich um einen roten Backsteinbau, der ab 1953 von der Polnischen Staatsbahn (PKP) mit Wiederaufnahme des Bahnbetriebes auf der (verkürzten) Bahnlinie 224 – Endpunkt war Sągnity (Sangnitten) – bis 1991 genutzt wurde, heute nun verfällt. Dzikowo Iławeckie hat jetzt keinen Bahnanschluss mehr.

## Persönlichkeiten des Ortes
- Botho von Schwerin (* 30. März 1866 auf Wildenhoff), deutscher Elektrochemiker
- Max von Bredow (1855–1918), deutscher Gutsbesitzer und Politiker heiratete 1879 die auf Wildenhoff geborene Eugenie Gräfin von Schwerin